# Actinoporus elegans
Actinoporus elegans är en havsanemonart som beskrevs av Duchassaing 1850. Actinoporus elegans ingår i släktet Actinoporus och familjen Aurelianidae. Inga underarter finns listade i Catalogue of Life.